# Harald Gämperle
Harald "Harry" Gämperle (født 11. maj 1968 i St. Gallen, Schweiz) er en schweizisk tidligere fodboldspiller (forsvarer) og -træner. 
Gämperle spillede fire kampe for det schweiziske landshold, som han debuterede for 13. december 1989 i en venskabskamp mod Spanien.
På klubplan spillede Gämperle hele sin karriere i hjemlandet, hvor han repræsenterede henholdsvis St. Gallen, Grasshoppers og Neuchâtel Xamax. Han vandt hele fire schweiziske mesterskaber med Grasshoppers.

## Titler
Schweizisk mesterskab
- 1991, 1994, 1996 og 1998 med Grasshoppers

Schweizisk pokal
- 1994 med Grasshoppers